# Oilioll I mac Slanuill
Oillioll I mac Slanuill lub Ailill l mac Slanuill – legendarny zwierzchni król Irlandii z dynastii Milezjan (linia Íra, syna Mileda) w latach 605-590 p.n.e. Syn Slanolla, zwierzchniego króla Irlandii.
Objął zwierzchni tron irlandzki dzięki dokonaniu zabójstwa na Berngalu, swym bracie stryjecznym. Roczniki Czterech Mistrzów podały, że w tym mordzie brał udział także Sirna Saeglach mac Dian, prawnuk arcykróla Roithechtaigha I. Oilioll rządził piętnaście (szesnaście według „Roczników”) lat w Irlandii. Zginął z ręki Sirny, swego dawnego wspólnika w morderstwie, który zajął po nim zwierzchni tron irlandzki. Linia Íra, syna Mileda, utraciła władzę na długi czas. Odzyskała ją dopiero po 73 latach, za panowania Finna mac Blatha, wnuka brata przyrodniego.